# Charles Telford Erickson
Charles Telford Erickson (geb. 1867 in Galesburg, Illinois – gest. 1966 in Kalifornien) war ein amerikanischer Pfarrer und Gründer der ersten Landwirtschaftsschule in Albanien.

## Leben
Erickson wurde 1867 in Galesburg, Illinois, als Kind schwedischer Eltern geboren. 1891 erhielt er einen B.A. von der DePauw University, an der er 1932 einen LL.D. erhielt, 1895 einen Bachelor of Sacred Theology von der Boston University. 1897 ging er zunächst als Pfarrer nach Rangun in Burma, das er nach zwei Jahren aufgrund von gesundheitlichen Problemen seiner damaligen Frau verlassen musste. Er arbeitete einige Jahre lang als Pfarrer in Ohio, setzte anschließend sein Studium an der Yale University fort und erhielt dort 1903 einen Masterabschluss. Danach diente er als Pfarrer einer kongregationalistischen Gemeinde in Hartford.
Nach kurzer Zeit in Korça lebte er 1908/09 für ein Jahr in Tirana. Danach wirkte er als Direktor des Missionswerks American Board of Foreign Missions in Elbasan, Albanien, wo er unter anderem eine albanischsprachige Schule eröffnete. 1912 wurde er während des Ersten Weltkriegs in Durrës von serbischen Truppen festgenommen und des Landes verwiesen. Für die Zeitschrift The Economist kehrte er im Folgejahr nach Albanien zurück. Nach zwölf Jahren Tätigkeit für das Board arbeitete er unabhängig weitere vierzehn Jahre in Albanien.
1914 erhielt er einen Doctor of Divinity vom Drury College in Missouri.
Während des Ersten Weltkriegs war er als Offizier des Roten Kreuzes in Italien und vertrat ehrenamtlich die amerikanisch-albanische Organisation Vatra sowie die provisorische Regierung Albaniens auf der Pariser Friedenskonferenz. Von 1920 bis 1921 war er amerikanischer Sonderbeauftragter für Albanien, anschließend assistierte er der amerikanischen Botschaft in Tirana, der er vorschlug, dem Land dabei zu helfen, ein System von Berufsschulen aufzubauen. An der von ihm aufgebauten Landwirtschaftsschule arbeitete er von 1925 bis 1937 als Schulleiter. In diesem Jahr ging er in den Ruhestand, vertrat aber die Vereinigung „Vatra“ noch einmal 1945 auf der Konferenz von San Francisco. Er war im Ruhestand auch vertretungsweise als Pfarrer in verschiedenen amerikanischen Gemeinden tätig und warb für das International Missionary Council und den Ökumenischen Rat der Kirchen, besonders in Australien und Neuseeland. Er lebte mit seiner Frau auf Capri, Korfu, Rhodos, Guernsey und in Großbritannien, bis sie sich schließlich in Kalifornien niederließen, wo er 1966 im Alter von 99 Jahren starb.
Erickson heiratete zweimal, zunächst 1895 Carrie Louise Earl, mit der er fünf Kinder hatte. Nach deren Tod heiratete er 1936 Alice Lee Welcher.

## Landwirtschafts- und Berufsschule

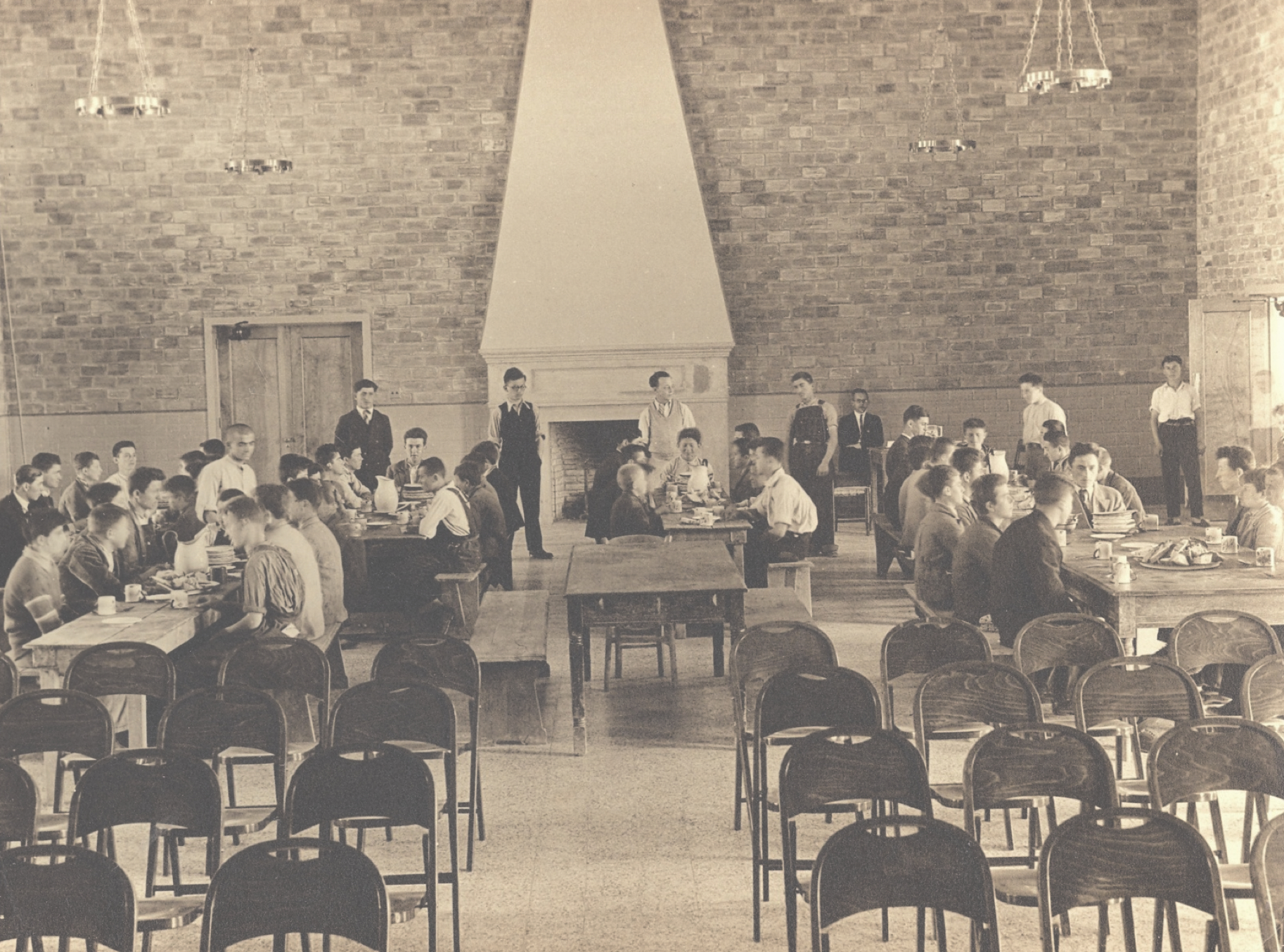
Kantine der Landwirtschaftsschule von Kavaja (undatierte Aufnahme)

Erickson stand mit den rivalisierenden Ministern respektive Ministerpräsidenten Fan Noli und Ahmet Zogu in Kontakt. Beide unterstützen seine Idee, die Ausbildung im landwirtschaftlichen Bereich zu verbessern. 1923 hieß auch das albanische Parlament das Projekt gut. Erickson wurde beauftragt mit dem Aufbau einer landwirtschaftlichen Berufsschule sowie einer Hauswirtschaftsschule für Mädchen. Zeitgleich wurde in Tirana die technische Schule „Harry Fultz“ errichtet.
Nachdem das amerikanische Außenministerium 1924 seine Unterstützung zugesichert hatte, gelang es Erickson, 350.000 $ Spendengelder einzuwerben; Herbert Hoover unterstützte das Projekt mit 10.000 $. 1925 wurden beide Schulen zusammen unter dem Namen „Albanian-American Schools of Agriculture“ in Golem bei Kavaja eröffnet. Erickson wurde der erste Schulleiter.
1930 übernahm die Near East Foundation den Schulbetrieb. Nach der italienischen Besetzung Albaniens im Jahr 1939 übernahm die italienische Regierung die Schule, die unter den Kommunisten nach 1945 unter dem Namen Ylli i kuq (dt.: „Roter Stern“) weitergeführt wurde. 2012 wurde sie nach ihrem Gründer benannt.
Rund 160 Schüler besuchten die Schule im Jahr 2019. Das Schulhaus war 2019 erneuert worden, die Studentenwohnheime sind aber immer noch renovierungsbedürftig. 2020 waren einige der historischen Bauten teilweise zerfallen und in einem sehr schlechten Zustand.

## Ehrungen
Erickson erhielt 1931 den Skanderbeg-Orden.

## Schriften
- Albania, The Key to the Muslim World. in: The Muslim World. Band 4, Nummer 2, 1914, S. 115.
- Tomor Plangarica (Hrsg.): Shqiptarët – enigma e Ballkanit. Edualba, Tirana 2017. Übersetzung: Mal Berisha.
- I appeal! L. Desvignes, Paris 1919.
- Cutting the Gorgon Knot. Washington D.C. 1919.
- Charles Telford Erickson papers, 1908–1973. Archivmaterial in der Bibliothek der Yale University.